# موتا-یلگا
موتا-یلگا (به لاتین: Muta-Yelga) یک منطقهٔ مسکونی در روسیه است که در باشقیرستان واقع شده‌است.